# AFC U-17 여자 아시안컵
AFC U-17 여자 아시안컵(AFC U-17 Women's Asian Cup)는 아시아 축구 연맹에서 주관하는 대회로, AFC 소속 국가대표팀을 대표하는 17세 이하의 여자 축구 선수들이 참가한다. 이 대회는 2007년 제2회 대회부터 FIFA U-17 여자 월드컵의 아시아 지역 예선을 겸한다. 아시아 축구 연맹은 2020년 10월 2일에 AFC U-16 여자 챔피언십이라는 대회 이름을 AFC U-17 여자 아시안컵으로 바꿔서 열기로 결정했다.

## 역대 대회
| 연도                   | 개최국     | 결승전                            | 결승전                            | 결승전                            | 3·4위전                           | 3·4위전                           | 3·4위전                           |
| 연도                   | 개최국     | 우승                              | 점수                              | 준우승                            | 3위                               | 점수                              | 4위                               |
| ---------------------- | ---------- | --------------------------------- | --------------------------------- | --------------------------------- | --------------------------------- | --------------------------------- | --------------------------------- |
| AFC U-17 여자 챔피언십 |            |                                   |                                   |                                   |                                   |                                   |                                   |
| 2005년                 | 대한민국   | 일본                              | 1 – 1 (승부차기 3 – 1)            | 중국                              | 태국                              | 2 – 1                             | 대한민국                          |
| AFC U-16 여자 챔피언십 |            |                                   |                                   |                                   |                                   |                                   |                                   |
| 2007년                 | 말레이시아 | 조선민주주의인민공화국            | 3 – 0                             | 일본                              | 대한민국                          | 1 – 1 (승부차기 4 – 2)            | 중국                              |
| 2009년                 | 태국       | 대한민국                          | 4 – 0                             | 조선민주주의인민공화국            | 일본                              | 6 – 2                             | 오스트레일리아                    |
| 2011년                 | 중국       | 일본                              | 라운드 로빈                       | 조선민주주의인민공화국            | 중국                              | 라운드 로빈                       | 대한민국                          |
| 2013년                 | 중국       | 일본                              | 1 – 1 (승부차기 6 – 5)            | 조선민주주의인민공화국            | 중국                              | 2 – 2 (승부차기 4 – 2)            | 태국                              |
| 2015년                 | 중국       | 조선민주주의인민공화국            | 1 – 0                             | 일본                              | 중국                              | 8 – 0                             | 태국                              |
| 2017년                 | 태국       | 조선민주주의인민공화국            | 2 – 0                             | 대한민국                          | 일본                              | 1 – 0                             | 중국                              |
| 2019년                 | 태국       | 일본                              | 2 – 1                             | 조선민주주의인민공화국            | 중국                              | 2 – 1                             | 오스트레일리아                    |
| AFC U-17 여자 아시안컵 |            |                                   |                                   |                                   |                                   |                                   |                                   |
| 2022년                 | 인도네시아 | 코로나19 범유행으로 인하여 취소됨 | 코로나19 범유행으로 인하여 취소됨 | 코로나19 범유행으로 인하여 취소됨 | 코로나19 범유행으로 인하여 취소됨 | 코로나19 범유행으로 인하여 취소됨 | 코로나19 범유행으로 인하여 취소됨 |
| 2024년                 | 인도네시아 | 조선민주주의인민공화국            | 1 – 0                             | 일본                              | 대한민국                          | 2 – 1                             | 중국                              |

## 같이 보기
- AFC U-20 여자 아시안컵
- AFC U-17 아시안컵
- FIFA U-17 여자 월드컵